# Кетуба (Огайо)
Кетуба (англ. Catawba) — селище (англ. village) в США, в окрузі Кларк штату Огайо. Населення — 245 осіб (2020).

## Географія
Кетуба розташована за координатами 40°0′0″ пн. ш. 83°37′21″ зх. д. / 40.00000° пн. ш. 83.62250° зх. д. (39.999963, -83.622593).  За даними Бюро перепису населення США в 2010 році селище мало площу 0,66 км², уся площа — суходіл. В 2017 році площа становила 0,55 км², уся площа — суходіл.

## Демографія
Згідно з переписом 2010 року, у селищі мешкали 272 особи в 95 домогосподарствах у складі 72 родин. Густота населення становила 411 особа/км².  Було 104 помешкання (157/км²).
Расовий склад населення:
| - 98,9 % — білих - 0,7 % — чорних або афроамериканців - 0,4 % — азіатів |

До двох чи більше рас належало 0,0 %. Частка іспаномовних становила 0,4 % від усіх жителів.
За віковим діапазоном населення розподілялося таким чином: 30,5 % — особи молодші 18 років, 58,1 % — особи у віці 18—64 років, 11,4 % — особи у віці 65 років та старші. Медіана віку мешканця становила 36,5 року. На 100 осіб жіночої статі у селищі припадало 107,6 чоловіків;  на 100 жінок у віці від 18 років та старших — 96,9 чоловіків також старших 18 років.
Середній дохід на одне домашнє господарство  становив 46 118 доларів США (медіана — 42 188), а середній дохід на одну сім'ю — 49 074 долари (медіана — 42 250). За межею бідності перебувало 30,5 % осіб, у тому числі 45,7 % дітей у віці до 18 років та 11,9 % осіб у віці 65 років та старших.
Цивільне працевлаштоване населення становило 139 осіб. Основні галузі зайнятості: освіта, охорона здоров'я та соціальна допомога — 21,6 %, виробництво — 18,0 %, роздрібна торгівля — 16,5 %.